# Sîrnîkî, Luțk
Sîrnîkî (în ucraineană Сирники) este un sat în comuna Maiakî din raionul Luțk, regiunea Volînia, Ucraina.

## Demografie
Componența lingvistică a localității Sîrnîkî
     Ucraineană (99,45%)
     Alte limbi (0,55%)
Conform recensământului din 2001, majoritatea populației localității Sîrnîkî era vorbitoare de ucraineană (99,45%), existând în minoritate și vorbitori de alte limbi.